# ۵۷۷ (قمری)
۵۷۷ (قمری)، پانصد و هفتاد و هفتمین سال در گاهشماری هجری قمری است. اول محرم این سال برابر با بیست و چهارم مه سال ۱۱۸۱ میلادی است.